# صموئيل جون فوكس
صموئيل جون فوكس هو سياسي كندي، ولد في 28 سبتمبر 1854 في كندا، وتوفي في 3 يوليو 1911 في كندا. حزبياً، نشط في حزب أونتاريو المحافظ التقدمي. وقد انتخب عضو برلمان مقاطعة أونتاريو.